# Bruscitti
(Carlo Azimonti in Cucina bustocca, 1940)
I bruscitti (letteralmente "briciole" in dialetto bustocco; in lingua lombarda bruscitt) sono un secondo piatto a base di carne di manzo tagliata finemente e cotta per lungo tempo. Altri ingredienti sono i semi di finocchio selvatico e il vino rosso. La pietanza, che è diffusa nell'Altomilanese, in particolar modo nella zona di Busto Arsizio di cui è originaria, e nel Verbano Cusio Ossola, è completata con l'aggiunta di polenta o di puré e può essere accompagnata da vini rossi ben strutturati quali Barbera, Barolo o Barbaresco.

## Storia

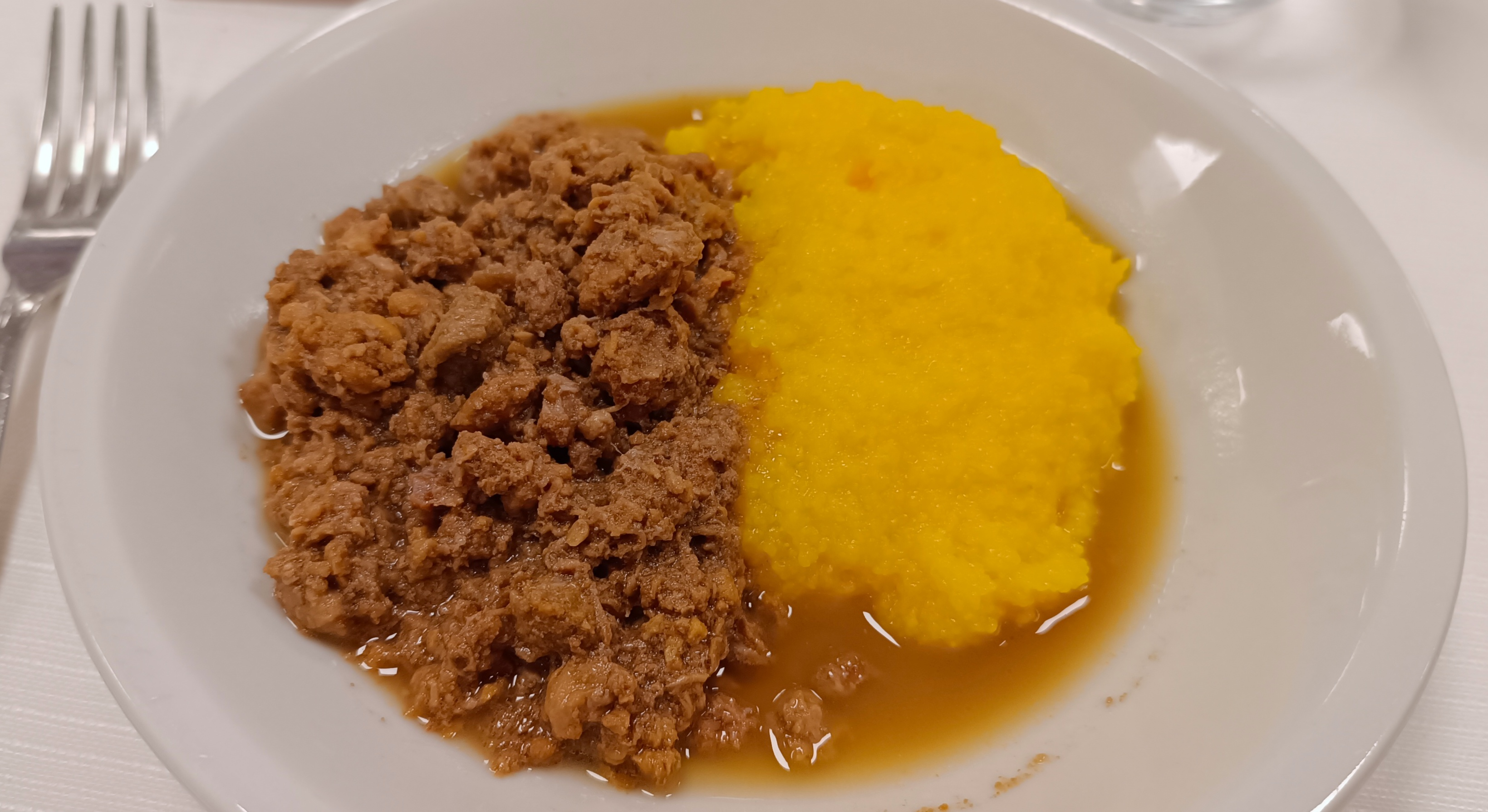
Un piatto di polenta e bruscitti, secondo la ricetta tradizionale di Busto Arsizio.

L'origine del piatto è riconducibile alla spolpatura totale delle ossa dei manzi, cioè al recupero di quelle parti che erano scartate dalle tavole dei più ricchi. Fino al boom economico, per i bruscitti si utilizzavano i tagli dell'animale più duri, che necessitavano di una più lunga cottura.
Nel 1975 a Busto Arsizio venne fondato, su iniziativa di Bruno Grampa, il Magistero dei Bruscitti, un'associazione che ha come intento quello di diffondere la conoscenza della cucina rustica bustocca. A capo dell'associazione vi è un "Maestro". I "Maestri" che si sono susseguiti alla guida del Magistero sono stati: Bruno Grampa, Nino Miglierina, Ferruccio Pozzi Luraschi, Angelo Grampa, Ernani Ferrario, Luigi Toia, Antonio Colombo, Edoardo Toia.
Il 16 dicembre 2012 il sindaco di Busto Arsizio Gigi Farioli ha attribuito la civica benemerenza al Magistero dei Bruscitti e ha istituito Ul dí di bruscitti (che in dialetto bustocco significa "il giorno dei bruscitti"), che cade ogni secondo giovedì di novembre.